# Pchurŭn pada-ŭi čonsol
Pchurŭn pada-ŭi čonsol (v korejském originále 푸른 바다의 전설, Pureun Badaui Jeonseol; anglický název: Legend of the Blue Sea) je jihokorejský televizní seriál z roku 2016, v němž hrají Čon Či-hjon a Lee Min-ho. Vysíláno na SBS TV od 16. listopadu 2016 do 25. ledna 2017 každou středu a čtvrtek ve 22:00 pro 20 epizod.

## Obsazení
- Čon Či-hjon jako Se-hwa/Sim Čchong
- Lee Min-ho jako Kim Da-rjong/Ho Čun-džä